# Heinrich von Reventlow-Criminil

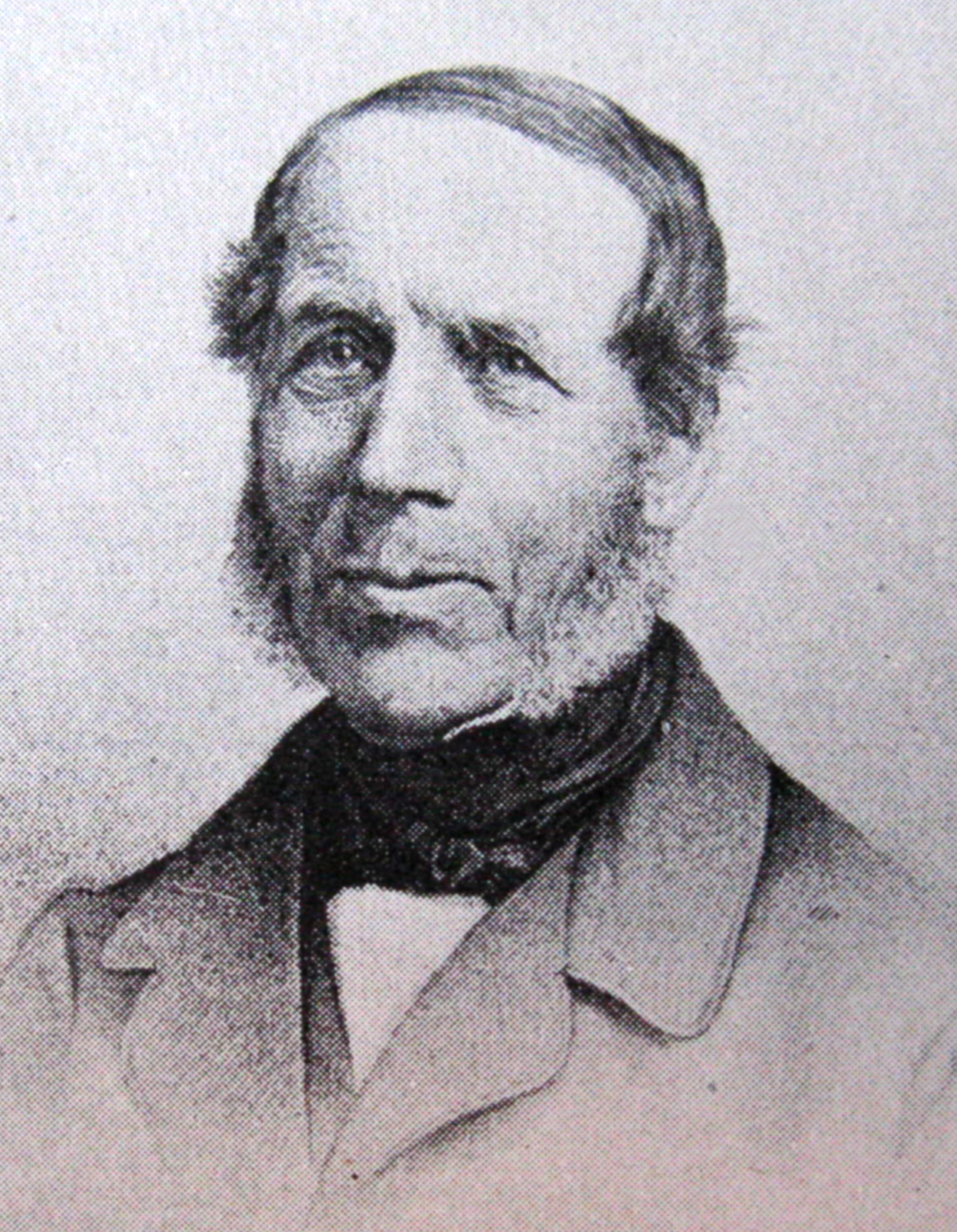
Heinrich Reventlow-Criminil

Heinrich Anna Graf von Reventlow-Criminil (* 6. Mai 1798 in Wandsbek; † 31. Dezember 1869 in Ruhleben) war ein schleswig-holsteinischer Verwaltungsjurist und dänischer Politiker.

## Familie und Herkunft
Heinrich Graf von Reventlow-Criminil wurde als Heinrich Merchier de Criminil geboren und war der Sohn von Caroline Friederike Schimmelmann (1778–1858) aus der Ehe mit Francois Valentine, Marquis le Merchier de Criminil (1753–1813), der als adliger Flüchtling der Französischen Revolution nach Norddeutschland und auf Gut Emkendorf untergekommen war. Heinrich wurde nach dem Tod seines Vaters gemeinsam mit seinem Bruder Joseph 1814 als Adoptivsohn von seiner kinderlosen Großtante Julia von Schimmelmann und deren Ehemann Friedrich Karl von Reventlow angenommen und 1815 durch königliche Resolution als Reventlow-Criminil in den dänischen Grafenstand erhoben.
Seit dem 18. Mai 1823 war er verheiratet mit Luise Gräfin zu Rantzau auf Rastorf (1799–1852), einer Tochter von Christian Detlev Karl zu Rantzau. Der Gutsbesitzer und Diplomat Graf Alfred Franz Carl von Reventlow-Criminil (1825–1898) war der einzige Sohn des Paares.

## Leben
Ab 1815 studierte er Rechtswissenschaften gemeinsam mit seinem Bruder Joseph und ihrem Vetter Eugen von Reventlow Rechtswissenschaften an der Universität Kiel und ab 1816 an der Universität Göttingen. 1819 trat er gemeinsam mit seinem Adoptivvater Fritz von Reventlow in Berlin in den dänischen diplomatischen Dienst als Attaché ein. 1821 trat er in den dänischen Verwaltungsdienst über und wurde als Amtsschreiber im Amt Schwarzenbek eingesetzt, wo er 1828 den Titel Amtmann erhielt, aber Zweiter Beamter blieb. Im Juni 1829 wurde er als Amtmann nach Flensburg versetzt; 1831 wechselte er in die Deutsche Kanzlei in Kopenhagen. Er erwarb sich schnell das Vertrauen des dänischen Königs Christian VIII. und wurde 1839 Vorsitzender der Regierungskommission zur Vorbereitung der Altona-Kieler Eisenbahn, die 1844 eröffnet wurde. Am 30. März 1842 wurde Heinrich von Reventlow-Criminil dänischer Staatsminister und Außenminister. Als Vertreter der Idee des dänischen Gesamtstaats amtierte er loyal bis zur Verfassungsreform von 1848. Der Märzregierung des Jahres 1848 unter Adam Wilhelm Moltke gehörte er nicht mehr an. Am 27. Januar 1852 wurde er auf Drängen Österreichs unter dem Ministerpräsidenten Christian Albrecht Bluhme zum dänischen Minister für Holstein und Lauenburg berufen und amtierte bis zum Rücktritt des gesamten Ministeriums Ørsted im Dezember 1854. Danach zog er sich in das Privatleben zurück und starb auf dem 1856 gekauften Hof Ruhleben bei Plön. Er wurde auf dem Assistenzfriedhof in Kopenhagen bestattet.

## Auszeichnungen
- Titel Kammerherr am 13. November 1833
- Dannebrogorden: Ritter 1834, Dannebrogsmann am 28. Oktober 1836, Kommandeur am 27. Februar 1839, Großkreuz am 10. Juni 1841[1]
- Titel als Geheimer Konferenzrat
- Großkreuz des Nordstern-Ordens am 7. Juni 1845
- Elefanten-Orden am 1. Januar 1847
- Roter Adlerorden I. Klasse
- Großkreuz des ö.-k.-Leopold-Ordens
- Kommandeur des k.u. Sankt Stephans-Ordens
- Ritter des Alexander-Newski-Ordens
- Großkreuz des Guelphen-Ordens
- Ehrengroßoffizier des Oldenburgischen Haus- und Verdienstordens des Herzogs Peter Friedrich Ludwig
- Ritterorden der hl. Mauritius und Lazarus
- Ritter der Ehrenlegion
- Ritter des Ordens des heiligen Joseph
- Ritter des Erlöser-Ordens
- Ritter des Ordens Karls III.
- Ehrenritter des Johanniterordens